# Pelarbacken större 30

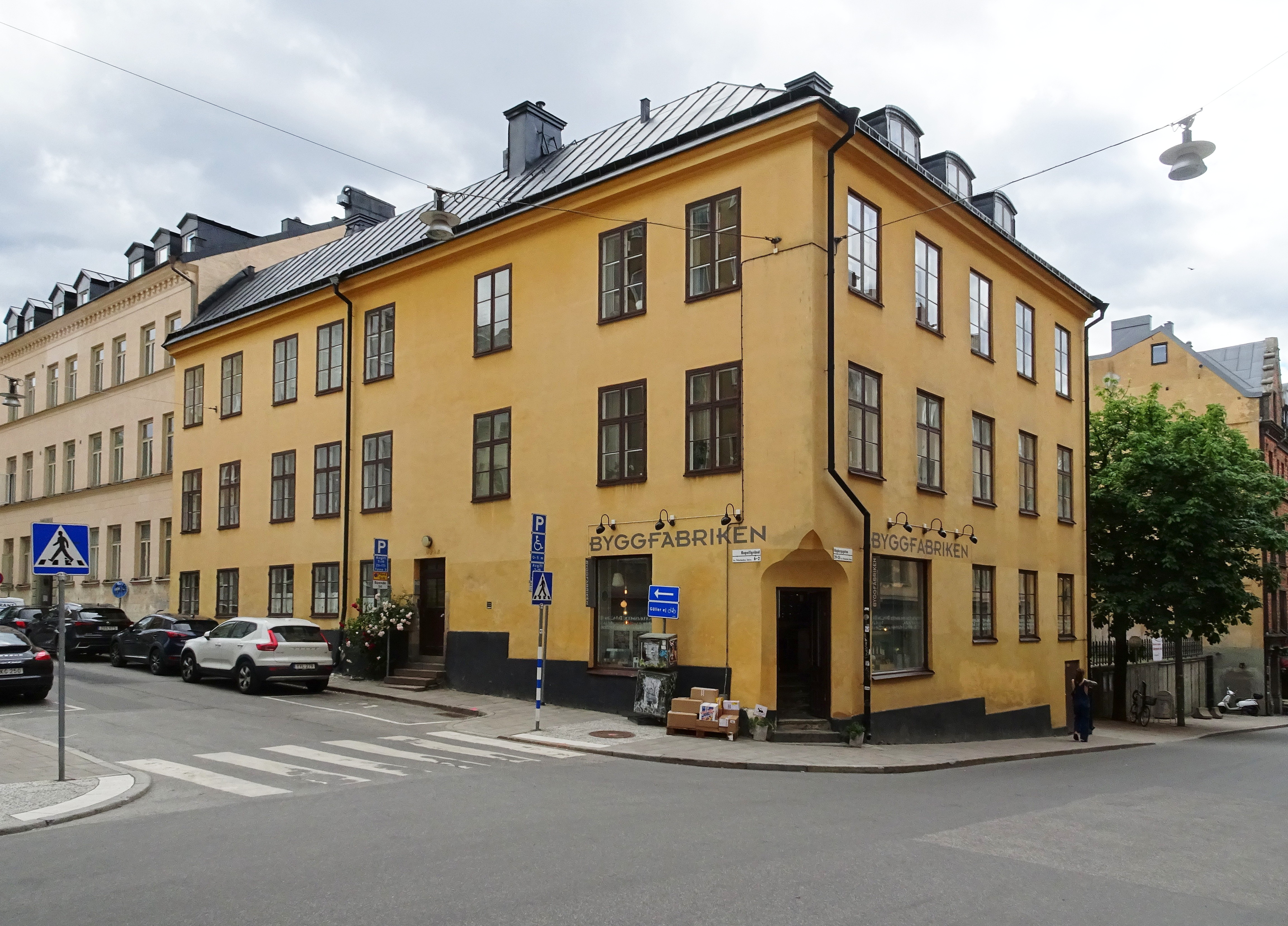
Pelarbacken större 30 sedd från Högbergsgatan, juni 2019.

Pelarbacken större 30 är en kulturhistoriskt värdefull fastighet i kvarteret Pelarbacken i hörnet Högbergsgatan 29 (tidigare 25) / Kapellgränd 2 på Södermalm i Stockholm. Fastigheten ägs av AB Stadsholmen och är blåmärkt av Stadsmuseet i Stockholm, vilket innebär att den utgör "synnerligen höga kulturhistoriska värden".

## Kvarteret

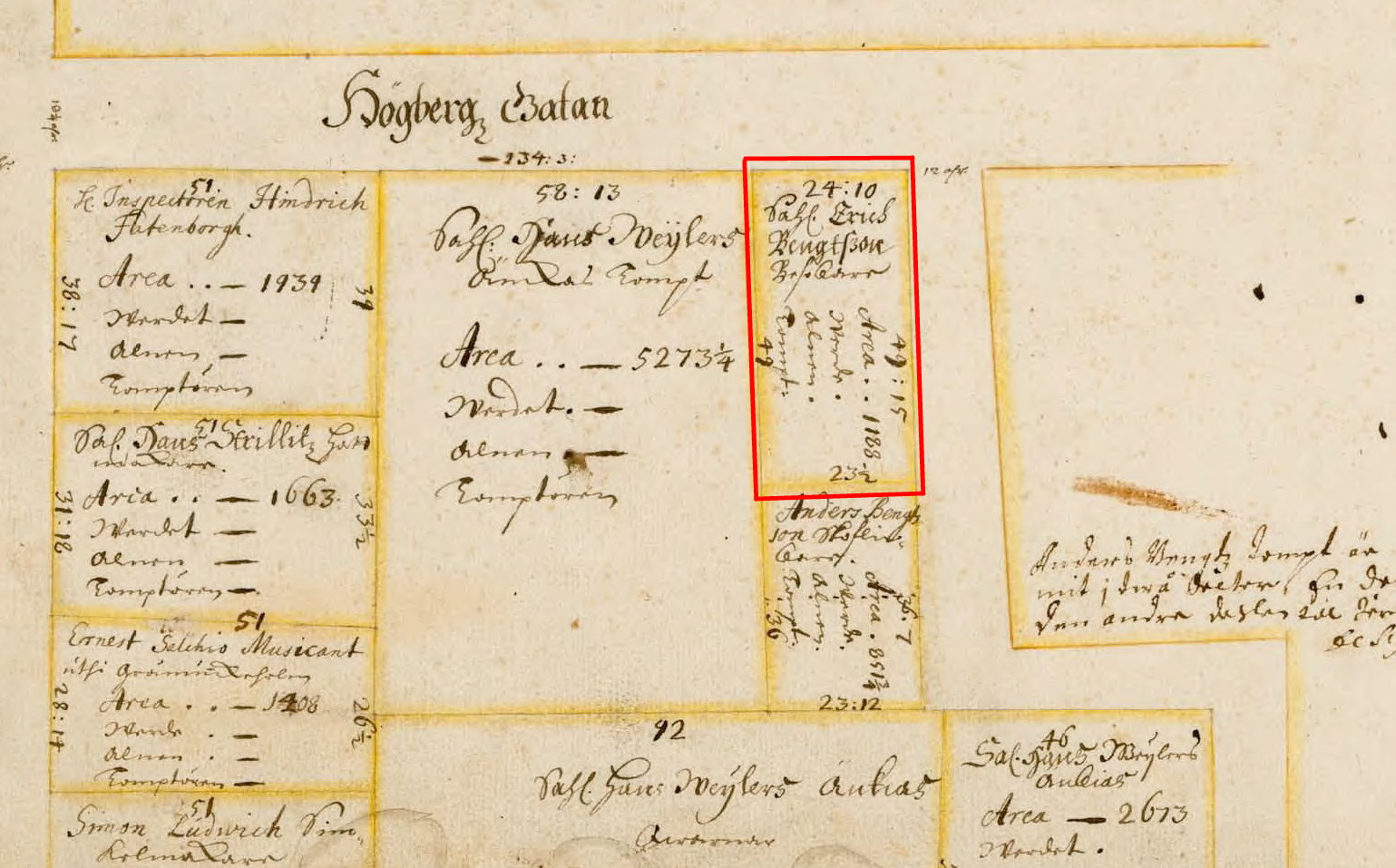
Fastigheten enligt Holms tomtbok 1674.

Kvarteret Pelarbacken omfattar ett stort område som omges av Götgatan (Götgatsbacken) i väster, Högbergsgatan i norr, Östgötagatan i öster och Björns trädgård i söder. Kvarteret bildades i samband med den stora stadsplaneringen av Södermalm som tog sin början 1641 (se Stadsplanering i Stockholm). 
Pelarbacken var en av Stockholms avrättningsplatser och senare stadens kalvarieberg. Uppe på berget stod även två väderkvarnar kallade Finskan och Dundercrantz. Kvarteret består av Pelarbacken mindre och Pelarbacken större. Fastigheten Pelarbacken större 30 ligger i hörnet Högbergsgatan 29 / Kapellgränd 2. Närmaste granne i väster är Andreaskyrkan. 1729 var fastighetsbeteckningen Pelarbacken större nr 30, 1810 ändrades beteckningen till nr 6 och 1974 åter till nr 30.
I Stockholmslitteraturen omnämns Pelarbacken i bland andra Elias Sehlstedts dikt om "Salig farmor ... som var så rar - med sina många år på nacken. - Hon hade egna tänder kvar - och eget hus på Pelarbacken."

## Historia

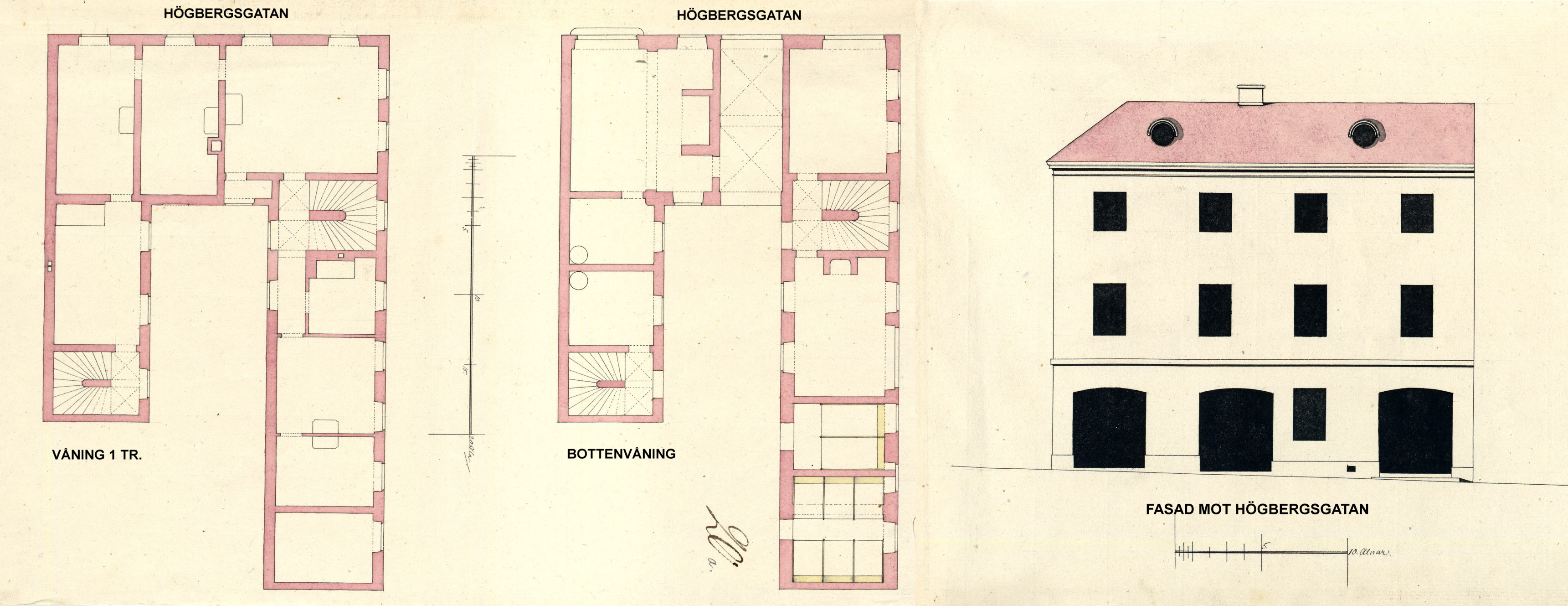
Alexander Högmans ritning från 1787.

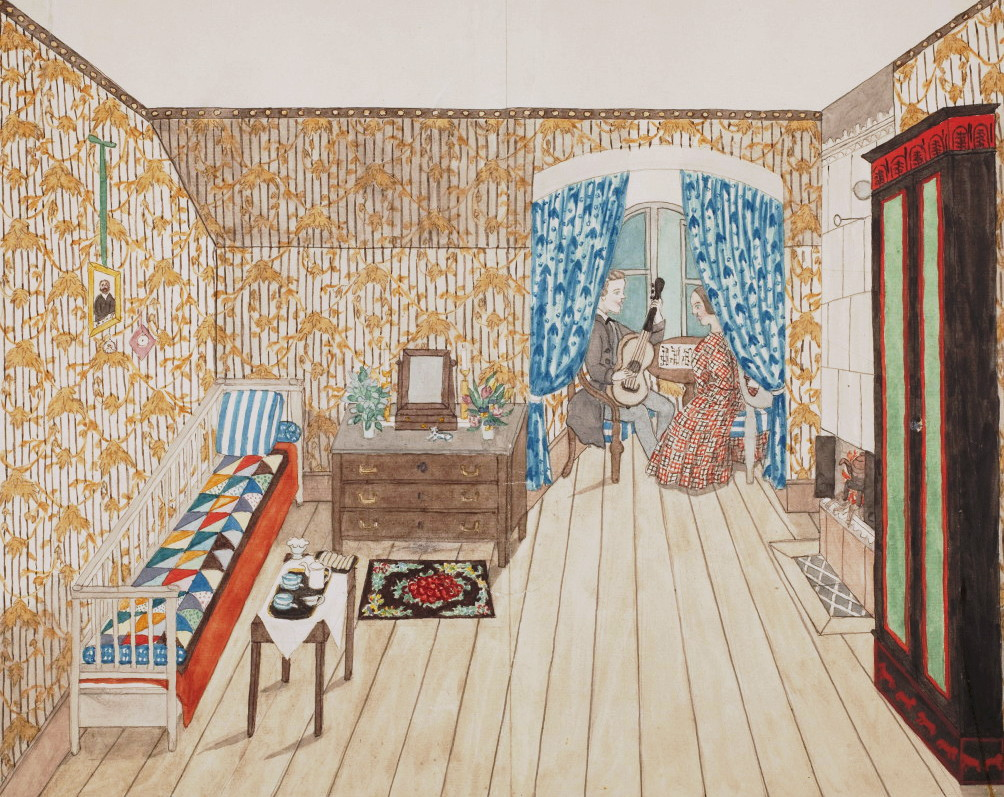
"Mitt rum uti huset N:ro 25 vid Cathrina Högbergsgata" av Josabeth Sjöberg.

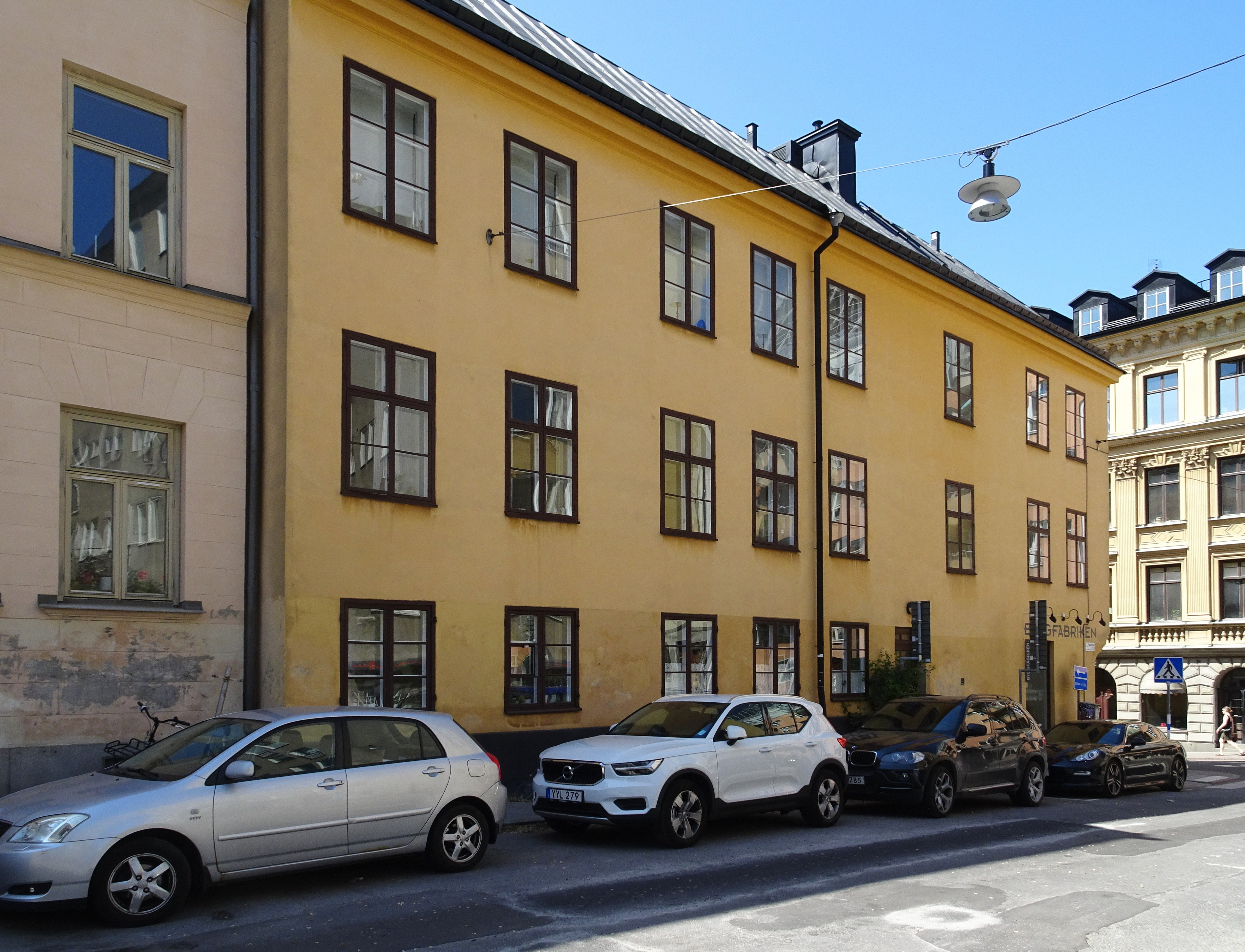
Fasad mot Kapellgränd, juni 2019.

Enligt Holms tomtbok från 1674 ägdes hörntomten av ”salig (avlidne) Erick Bengtsson” och hade redan då ungefär dagens rektangulära form. Tomten mätte 24,10 alnar mot Högbergsgatan och 49,15 alnar mot Kapellgränd (ungefär 14,3×29,2 meter). Bebyggelsen bestod av några mindre trähus som försvann i samband med Katarinabranden 1723. Ägaren var då skeppstimmermannen Olof Lund som lät uppföra det första stenhuset på tomten. 1742 friköptes fastigheten och 1761 registrerades den första hovslagaren, Johan Adam Töffler, på egendomen.
År 1799 ersattes Lunds stenhus av nuvarande byggnad. Byggherren var hovslagaren Carl Tecklind, vilken övertog fastigheten 1787. Det tog drygt tio år att färdigställa bygget. Han anlitade murmästaren Alexander Högman d.ä. att både rita och bygga. Högman, far och son, var ofta anlitade byggmästare och uppförde 132 nybyggnader i Stockholm under perioden 1753–1793. Huset de byggde åt Tecklind var i sten och två våningar högt. Byggnaden bestod av en länga mot Högbergsgatan med en flygel inåt gården och en länga utmed Kapellgränd. Från Högbergsgatan ledde en körport in till bakgården varifrån man nådde båda trapphusen. Väster om körporten låg hovslagarverkstaden med stor smidesässja och öster om porten fanns vagnshuset, båda med egna portar mot gatan. Byggnaden, vars utseende och plandisposition till stor del behölls intakt fram till 1860, ägdes vid den tiden av olika hovslagare.
Sitt nuvarande utseende fick huset 1860 under den nye ägaren, sockerbruksmästare J.H. Drey. Han lät bygga på huset med ytterligare en våning och en ny inredd vind samt förlänga gårdsflygeln till samma längd som längan mot Kapellgränd. Hovslagarens verkstad byggdes om till bostad och de stora fasadöppningarna mot Högbergsgatan sattes igen och gjordes om till vanliga fönster. Enligt tidens smak utfördes fasaden i höjd med bottenvåningen rusticerande (idag borttaget), däröver i slätputs med putslister och fönsteromfattningar i puts.
I ett av vindsvåningens tre enkelrum bodde konstnären och musikläraren Josabeth Sjöberg under fem år på 1860-talet. Från hennes tid existerar en av henne målad rumsinteriör där man ser henne själv med sin gitarrelev Johan Edholm. Hon målade även utsikten från lägenhetens vindskupa: Utsigt från mitt fönster uti N.ro 25 vid Chatarina Högbergsgata. Enligt Sjöbergs egna anteckningar var bostaden på Högbergsgatan hennes åttonde.

## Husets vidare öden
Bottenvåningens hörnrum med entré från hörnet och två skyltfönster tillkom 1902 för veterinären Carl B. Lundquist. Mellan 1918 och 1925 installerades vattentoaletter i husets lägenheter, innan dess fanns avträden på gården. 1932 förvärvades fastigheten av Stockholms stad. På 1970 genomfördes en invändig upprustning. I mitten av 1980-talet moderniserades husets lägenheter till gällande bostadsstandard med bland annat nya kök och badrum. Inför ombyggnaden utförde dåvarande Stockholms stadsmuseum en byggnadsinventering. Uppdragsgivare var AB Familjebostäder, för ritningarna svarade Böving & Kinnmark Arkitektkontor.